# Halowe Mistrzostwa Świata w Lekkoatletyce 2006 – bieg na 60 m kobiet
Bieg na 60 m kobiet – jedna z konkurencji rozgrywanych podczas halowych mistrzostw świata w lekkoatletyce w 2006. Eliminacje, półfinały oraz finał odbyły się 10 marca.
Do eliminacji zgłoszonych zostało 35 zawodniczek z 30 państw.
Zawody w tej konkurencji wygrała reprezentantka Stanów Zjednoczonych Me’Lisa Barber. Drugą pozycję zajęła zawodniczka także ze Stanów Zjednoczonych Lauryn Williams, trzecią zaś reprezentująca Belgię Kim Gevaert.

## Wyniki

### Eliminacje
Źródło: 
Bieg 1
| Miejsce | Zawodniczka       | Państwo  | Wynik | Uwagi |
| ------- | ----------------- | -------- | ----- | ----- |
| 1.      | Kim Gevaert       | Belgia   | 7,17  |       |
| 2.      | Łarisa Krugłowa   | Rosja    | 7,31  |       |
| 3.      | Angela Moroșanu   | Rumunia  | 7,36  |       |
| 4.      | Tezdżan Naimowa   | Bułgaria | 7,39  |       |
| 5.      | Aksel Gürcan      | Turcja   | 7,63  | SB    |
| 6.      | Qin Wangping      | Chiny    | 7,81  | SB    |
| 7.      | Desiree Craggette | Guam     | 8,23  |       |

Bieg 2
| Miejsce | Zawodniczka             | Państwo                  | Wynik | Uwagi |
| ------- | ----------------------- | ------------------------ | ----- | ----- |
| 1.      | Christine Arron         | Francja                  | 7,16  |       |
| 2.      | Joice Maduaka           | Wielka Brytania          | 7,36  |       |
| 3.      | Amandine Allou Affoué   | Wybrzeże Kości Słoniowej | 7,42  |       |
| 4.      | Lin Wen-Wen             | Chińskie Tajpej          | 7,78  | PB    |
| 5.      | Ałeksandra Wojnewska    | Macedonia Północna       | 7,88  |       |
| 6.      | Charlene Attard         | Malta                    | 7,89  | PB    |
| –       | Żanna Pintusewycz-Block | Ukraina                  | 7,26  |       |

Bieg 3
| Miejsce | Zawodniczka         | Państwo   | Wynik | Uwagi |
| ------- | ------------------- | --------- | ----- | ----- |
| 1.      | Alena Nieumiarżycka | Białoruś  | 7,23  | SB    |
| 2.      | Heidi Hannula       | Finlandia | 7,24  | PB    |
| 3.      | Marija Bolikowa     | Rosja     | 7,26  |       |
| 4.      | Endurance Ojokolo   | Nigeria   | 7,36  | SB    |
| 5.      | Ailis McSweeney     | Irlandia  | 7,44  |       |
| 6.      | Lina Grinčikaitė    | Litwa     | 7,46  |       |
| 7.      | Gharid Ghrouf       | Palestyna | 8,42  | PB    |

Bieg 4
| Miejsce | Zawodniczka             | Państwo           | Wynik | Uwagi |
| ------- | ----------------------- | ----------------- | ----- | ----- |
| 1.      | Lauryn Williams         | Stany Zjednoczone | 7,28  |       |
| 2.      | Guzel Khubbieva         | Uzbekistan        | 7,38  |       |
| 3.      | Fabienne Béret-Martinel | Francja           | 7,43  |       |
| 4.      | Loi Ieong               | Makau             | 7,94  | NR    |
| 5.      | Montserrat Pujol        | Andora            | 8,30  |       |
| –       | Delphine Atangana       | Kamerun           | DNS   |       |
| –       | Fana Ashby              | Trynidad i Tobago | DNS   |       |

Bieg 5
| Miejsce | Zawodniczka                | Państwo                              | Wynik | Uwagi |
| ------- | -------------------------- | ------------------------------------ | ----- | ----- |
| 1.      | Me'Lisa Barber             | Stany Zjednoczone                    | 7,18  |       |
| 2.      | Sylvie Mballa Éloundou     | Kamerun                              | 7,22  | PB    |
| 3.      | LaVerne Jones              | Wyspy Dziewicze Stanów Zjednoczonych | 7,22  | NR    |
| 4.      | Emily Maher                | Irlandia                             | 7,38  |       |
| 5.      | Lucimar de Moura           | Brazylia                             | 7,65  |       |
| 6.      | Valentina Nazarova         | Turkmenistan                         | 7,78  | PB    |
| 7.      | Auxiliadora Bonilla Lacayo | Nikaragua                            | 7,79  | PB    |

### Półfinały
Źródło: 
Bieg 1
| Miejsce | Zawodniczka             | Państwo                              | Wynik | Uwagi |
| ------- | ----------------------- | ------------------------------------ | ----- | ----- |
| 1.      | Lauryn Williams         | Stany Zjednoczone                    | 7,10  | PB    |
| 2.      | Kim Gevaert             | Belgia                               | 7,13  | SB    |
| 3.      | LaVerne Jones           | Wyspy Dziewicze Stanów Zjednoczonych | 7,27  |       |
| 4.      | Emily Maher             | Irlandia                             | 7,37  |       |
| 5.      | Joice Maduaka           | Wielka Brytania                      | 7,41  |       |
| 6.      | Aksel Gürcan            | Turcja                               | 7,78  |       |
| 7.      | Loi Ieong               | Makau                                | 7,88  | NR    |
| –       | Żanna Pintusewycz-Block | Ukraina                              | 7,19  |       |

Bieg 2
| Miejsce | Zawodniczka            | Państwo                  | Wynik | Uwagi |
| ------- | ---------------------- | ------------------------ | ----- | ----- |
| 1.      | Christine Arron        | Francja                  | 7,11  |       |
| 2.      | Marija Bolikowa        | Rosja                    | 7,16  |       |
| 3.      | Sylvie Mballa Éloundou | Kamerun                  | 7,23  |       |
| 4.      | Heidi Hannula          | Finlandia                | 7,26  |       |
| 5.      | Angela Moroșanu        | Rumunia                  | 7,33  |       |
| 6.      | Tezdżan Naimowa        | Bułgaria                 | 7,36  |       |
| 7.      | Amandine Allou Affoué  | Wybrzeże Kości Słoniowej | 7,37  |       |
| 8.      | Lucimar de Moura       | Brazylia                 | 7,72  |       |

Bieg 3
| Miejsce | Zawodniczka             | Państwo           | Wynik | Uwagi |
| ------- | ----------------------- | ----------------- | ----- | ----- |
| 1.      | Me'Lisa Barber          | Stany Zjednoczone | 7,12  |       |
| 2.      | Łarisa Krugłowa         | Rosja             | 7,21  |       |
| 3.      | Alena Nieumiarżycka     | Białoruś          | 7,23  | SB    |
| 4.      | Guzel Khubbieva         | Uzbekistan        | 7,33  |       |
| 5.      | Fabienne Béret-Martinel | Francja           | 7,37  |       |
| 6.      | Lina Grinčikaitė        | Litwa             | 7,38  |       |
| 7.      | Ailis McSweeney         | Irlandia          | 7,42  |       |
| 8.      | Endurance Ojokolo       | Nigeria           | 7,53  |       |

### Finał
Źródło: 
| Miejsce | Zawodniczka             | Państwo           | Wynik | Uwagi |
| ------- | ----------------------- | ----------------- | ----- | ----- |
| 01 !    | Me'Lisa Barber          | Stany Zjednoczone | 7,01  | WL    |
| 02 !    | Lauryn Williams         | Stany Zjednoczone | 7,01  | WL    |
| 03 !    | Kim Gevaert             | Belgia            | 7,11  | NR    |
| 4.      | Christine Arron         | Francja           | 7,13  |       |
| 5.      | Marija Bolikowa         | Rosja             | 7,17  |       |
| 6.      | Łarisa Krugłowa         | Rosja             | 7,23  |       |
| 7.      | Sylvie Mballa Éloundou  | Kamerun           | 7,30  |       |
| –       | Żanna Pintusewycz-Block | Ukraina           | 7,19  |       |